# Вид, Даг
Даг Вид (англ. Doug Wead; род. 17 мая 1946) — американский историк, пишущий о президентах; по мнению газеты «Нью-Йорк Таймс» — самый продаваемый автор. Он был советником двух американских президентов и служил специальным помощником президента при Джордже Буше-старшем. В 1979 году он стал одним из основателей Mercy Corps, благотворительной организации, выделившей более полутора миллиардов долларов на продукты питания и медикаменты для разных стран мира.
Даг Вид является автором 27 книг. Последние из написанных им книг — «Все дети президентов» и «Воспитание президента». 4 января 2004 года издательство Simon& Schuster’s Atria Books выпустило книгу «Воспитание президентов». Вид сейчас занимается исследованием и пишет третью книгу — «Лидер среди нас», которая станет первым историческим исследованием, посвящённым братьям и сестрам президентов.
В качестве корпоративного мотивационного оратора и специалиста по сетевому маркетингу Даг Вид выступал перед бизнесменами в огромных залах и на футбольных стадионах в сорока странах мира.

## Ранние годы
Даг Вид родился 17 мая 1946 г. в Манси. Он рос в семье служителя и руководителя объединения церквей Ассамблеи Бога. В 1972 году Вид начал писать о харизматическом движении в католической церкви. Несколько лет он часто выступал на международных экуменических встречах и был «неофициальным посредником» между католиками и протестантами в начинающемся харизматическом возрождении.
Начиная с 1974 г. Даг Вид становится популярным мотивационным оратором, выступающим на самых значительных корпоративных мероприятиях. К 1990 году он стал широко известным профессиональным оратором, который выступал на самых больших мировых аренах, таких как Хузиер Доум в Индианаполисе и Джорджия Доум в Атланте, Дортмунд Центре в Германии и Берси во Франции. В 2008 году Вид продолжает свои ежегодные мировые турне, во время которых он уже выступал в сотнях залов и стадионов на четырёх континентах.

## Международные награды за благотворительность
В 1979 году Даг Вид, Дэн О’Нейл и Пэт Бун организовали первое мероприятие по вручению международных наград за благотворительность. Первая леди Розалин Картер принимала гостей в Восточной комнате Белого дома. В следующем году был создан Мерси Корпс. Пять Первых леди, начиная с Леди Берд Джонсон и Нэнси Рейган до Лоры Буш, были почётными председателями на этом мероприятии. Мерси Корпс потратил более 1,5 миллиарда долларов на продукты питания и лекарства для разных стран мира.

## Отношения с семьей Буш
Начиная с 1985 года Даг Вид был советником занимавшего тогда пост вице-президента Джорджа Г. У. Буша и помог ему в организации его президентской кампании.
В марте 1987 года он докладывал лично сыну — Джорджу У. Бушу и служил посредником между группами, принимающими участие в кампании. Во то время Даг Вид был заместителем директора коалиции избирателей и позже служил специальным помощником президента в Белом доме при Буше Старшем.
В 1997—2000 годах до избрания Джорджа У. Буша президентом господин Вид был его неофициальным советником. Журнал Tайм назвал Дага Вида в 1982 г. автором выражения «сочувствующий консерватор».

## Политика в Аризоне
В девяностых годах прошлого века Даг Вид занялся политикой в штате Аризона. Он провел успешную кампанию за изменение конституции штата по вопросу увеличения налогов, для чего требовалось две трети избирательного большинства. В 1992 году он был номинирован в конгресс США от республиканской партии по шестому округу. Он участвовал, как «сочувствующий консерватор», но проиграл общие выборы своему оппоненту от демократической партии. Это был год полной победы на выборах Клинтона..

## Историк президентских семей
Как историк президентов Даг Вид — частый участник телешоу. Его интервьюировал Мэт Лоэр на The Today Show, Билл О’Рейли на The O’Reilly Factor, Конни Чанг на СNN Special, Дебра Норвель на MSNBC и многие другие. В день начала Войны в Заливе интервью у Вида брал Дэн Рэзер на The CBS Evening News. К настоящему моменту Даг Вид написал более 27 книг, 7 миллионов копий которых были проданы в переводе на 30 языков.

## Личная жизнь
У Дага Вида и его жены Мириам пятеро детей — Шеннон, Скотт, Джошуа, Хлоя и Камилла. Они живут в Вирджинии, возле Вашингтона, округ Колумбия.

## Высказывания
Даг Вид, Ваша прекрасная работа в правительстве, в Белом доме и в приватном секторе, организация помощи голодающему населению в Африке и Азии — это напоминание о том, что где бы мы ни работали, мы можем работать так, чтобы служить другим.
 (Рональд Рейган)
Даг Вид — один из самых вдохновляющих ораторов, учителей, мыслителей и писателей всех времен! Я возрастаю каждый раз, когда слушаю его.
 (Марк Виктор Хансен — автор книги «Куриный бульон для души.»)

## Прочие факты
- С 1980 года участвует в компании Amway
- С 2009 года участвует в компании XanGo
- С 2014 года сотрудничает с компанией Life is Good

1. ↑  מאגר זהויות לאומי (ивр.)